# Деніелл Томас
Деніелл Томас (англ. Danielle Thomas; нар. 23 квітня 1973) — колишня австралійська тенісистка.
Найвищу одиночну позицію світового рейтингу — 384 місце досягла 11 жовтня 1993, парну — 237 місце — 9 травня 1994 року.
Здобула 1 парний титул туру ITF.

## Фінали ITF
| Легенда         |
| --------------- |
| Турніри $50,000 |
| Турніри $25,000 |
| Турніри $10,000 |

### Парний розряд (1–2)
| Результат | Ранг | Дата            | Турнір                       | Покриття | Партнерка          | Суперниці                       | Рахунок       |
| --------- | ---- | --------------- | ---------------------------- | -------- | ------------------ | ------------------------------- | ------------- |
| Перемога  | 1.   | 19 липня 1992   | ITF Фрінтон, Велика Британія | Трава    | Керолайн Біллінгем | Робін Модслі Елізма Нортьє      | 6–2, 4–6, 7–6 |
| Поразка   | 2.   | 14 березня 1993 | ITF Водонга, Австралія       | Трава    | Робін Модслі       | Кейт Макдоналд Джейн Тейлор     | 6–2, 3–6, 3–6 |
| Поразка   | 3.   | 5 липня 1993    | ITF Ерланген, Німеччина      | Ґрунт    | Жанетта Гусарова   | Олена Макарова Євгенія Манюкова | 1–6, 4–6      |